# Portuguès de São Tomé i Príncipe
El Portuguès de São Tomé i Príncipe (portuguès português santomense o português de São Tomé) és un dialecte del portuguès parlat a São Tomé i Príncipe.
El dialecte conté moltes característiques arcaiques en la pronúncia, vocabulari, gramàtica i sintaxi. Era el dialecte dels amos de les "roças" i de la classe mitjana, però ara és el dialecte de les classes mitjana i baixa, ja que les classes altes usen la pronúncia padrão del portuguès europeu. Recentment les classes mitja i baixa estan usant aquesta pronúncia, malgrat que la pronúncia, gramàtica i sintaxi siguin similars als del portuguès brasiler.
São Tomé i Príncipe és el tercer país en l'ordre de percentatge de parlants de portuguès (després de Portugal i Brasil), amb més del 95% de la població parlant portuguès, i més del 50% de la població usant-la com primera llengua.
Del punt de vista de l'ortografia i de la gramàtica, São Tomé i Príncipe segueix les regles del portuguès europeu. El 17 de novembre de 2006, São Tomé i Príncipe va ratificar l'Acord Ortogràfic de 1990 i els dos protocols modificatius, sent el tercer país (després de Brasil i Cap Verd) a concloure tota la tramitació per a la seva entrada en vigor. Mentrestant, fins al moment, hi continuen en vigor les normes de l'Acord Ortogràfic de 1945.